# Zombicide
Zombicide es un juego de mesa de Guillotine Games, publicado por primera vez en 2012 en CoolMiniorNot. En España está publicado por Edge Entertainment.

## Descripción del juego
Zombicide es un juego colaborativo para 1 a 6 jugadores de edades a partir de 13 años. Un juego puede durar desde 30 minutos (tablero para principiantes) hasta 4 horas (tablero para expertos).
Cada jugador controla de uno (para 6 jugadores) a cuatro (para juego solitario) Supervivientes, seres humanos en una ciudad infestada de zombis. De hecho, los “Supervivientes” se convierten rápidamente en “cazadores” para aplastar zombis por doquier. Sin embargo, el equipo debe mantener constantemente el equilibrio entre la supervivencia y la carnicería ya que, a medida que el zombicidio continúa, el Nivel de peligro aumenta, y los infectados se multiplican.Cualquier paso en falso puede convertirse en desastre.

## Temporadas
El juego está dividido en las distintas temporadas que se editan a un ritmo de una por año. Cada temporada suele estar compuesta por un pack de juego básico autojugable y una expansión. Tanto los juegos básicos como las expansiones son completamente compatibles entre ellas y solo basta con mezclar las cartas de varias para jugar con las distintas temporadas. Estás son las distintas expansiones que existen hasta la fecha:

### Temporada 1
La primera temporada apareció financiada por micromecenazgo en [Kickstarter] en abril de 2012. Esta primera temporada solo estaba compuesta por el primer juego básico donde aparecen 4 tipos distintos de zombis (caminantes, corredores, gordos y abominaciones), y 6 supervivientes.
Contenido del Juego
- 71 miniaturas (escala 32mm): 6 Supervivientes, 40 Caminantes, 16 Corredores, 8 Gordos y 1 Abominación.

- 6 Tarjetas de Identificación de Superviviente.

- 42 Cartas de Zombi.

- 62 Cartas de Equipo.

- 6 Cartas de Herida.

- 9 módulos de tablero de juego reversibles.

- 9 módulos de juego reversibles.

- 76 fichas.

- 6 dados.

- 6 Marcadores de experiencia.

### Temporada 2
La segunda temporada fue financiada en 2013. Esta temporada incluye un pack básico (Prison Outbreak) y una expansión (Toxic City Mall). En Prison Outbreak se daban a conocer un nuevo tipo de zombis llamados berserker en sus cuatro versiones ((caminantes, corredores, grodos y abominaciones). En Toxic City Mall aparecen otro tipo de zombis llamados tóxicos también en las cuatro versiones. Además, en Prison Outbreak aparecen 6 nuevos supervivientes, acompañados de sus versiones zomvivientes; y en el TCM aparecen 4 nuevos supervivientes con sus respectivas versiones zomviviente y las versiones zomviviente de los supervivientes de la primera temporada.
Contenido del Juego
- 12 miniaturas de Superviviente (6 supervivientes de base y sus 6 versiones alternativas de Zombivientes)
- 78 miniaturas de Zombi
- 6 Tarjetas de Identificación de Superviviente
- 42 Cartas de Zombi
- 83 Cartas de Equipo
- 24 Cartas de Herida
- 9 módulos de juego reversibles
- 110 fichas
- 6 dados
- 10 Marcadores de experiencia

### Temporada 3
La tercera temporada fue financiada en 2014 y se han comenzado a enviar los juegos a los socios que pagaron la campaña de Kickstarter. En España se espera el lanzamiento de estos dos juegos para el primer trimestre de 2015.
Es el Zombicide Rue Morgue
Contenido del Juego
- 12 miniaturas de Supervivientes
- 84 Miniaturas de Zombi
- 12 Tarjetas de Identificación de Superviviente
- 155 mini-cartas
- 11 cartas de Tienda de campaña
- 9 cartas de Acción de equipo
- 9 módulos de juego reversibles
- 92 fichas
- 8 dados
- 12 Marcadores de experiencia